# 島信勝
島 信勝（しま のぶかつ、永禄元年（1558年） - 慶長5年9月15日（1600年10月21日））は、戦国時代・安土桃山時代の武将。通称新吉、友保とも。島清興（左近）の嫡子。『筒井諸記』では初め新吉政勝、のち左近丞清勝とされている。
筒井順慶に従い、1585年（天正13年）豊臣秀吉の紀州征伐に際しては、順慶とともに出陣、活躍した。関ヶ原の戦いでは、杭瀬川の戦いに左近とともに出陣、本戦で藤堂良政を討ち取るが、直後に藤堂良政の家臣である高木半三郎に討ち取られた。